# Rajmahal
Rajmahal is een notified area in het district Sahibganj van de Indiase staat Jharkhand. 

## Demografie
Volgens de Indiase volkstelling van 2001 wonen er 17.974 mensen in Rajmahal, waarvan 52% mannelijk en 48% vrouwelijk is. De plaats heeft een alfabetiseringsgraad van 48%. 